# 仙蜂鸟属
仙蜂鸟属（学名：Heliothryx）为蜂鸟科的一个属。

## 下属物种
本属包括以下物种：
- 紫冠仙蜂鸟 Heliothryx barroti (Bourcier, 1843)
- 黑耳仙蜂鸟 Heliothryx auritus (Gmelin, 1788)